# Antiguo consulado británico (Túnez)
El antiguo consulado británico es un edificio que acogió el consulado del Reino Unido en Túnez, y más tarde su embajada después de la independencia del país en 1956. Se encuentra en la plaza de la Victoria (antigua plaza de la Bolsa) en Túnez. 

## Historia
La historia de las relaciones diplomáticas entre la regencia de Túnez y el Reino Unido empezó en 1662, fecha de la firma de un tratado de paz y navegación. El primer edificio del consulado se construyó en el siglo XVII, antes de ser sustituido por un segundo edificio de estilo europeo a principios del siglo XIX.
En  1914, se construyó el edificio actual de estilo neoárabe. En 2003, la embajada fue trasladada a Berges du Lac y el edificio se restituyó en el Estado tunecino. Desde 2016 es la sede del hotel Royal Victoria.